# Лугальзагесі
Лугальзагесі — правитель (енсі) Умми, лугаль Урука й Калама. Його правління припадало приблизно на другу половину XXIV століття до н. е.

## Життєпис
Його батько був шаманом (ішиб) в Уммі, а сам Лугальзагесі отримав і той титул, і титул енсі Умми. Однак, чи мали вони обидва родинні зв'язки з попереднім правителем Умми Ілем — невідомо.
За часів його правління відбулось об'єднання Умми з Уруком, столицею нової держави стало місто Урук. В одному зі своїх написів з Ніппура Лугальзагесі назвав себе вже «еном Урука, лугалем Ура». Отже після Урука він заволодів спочатку Уром, а потім — Ніппуром. Визнання у Ніппурі його влади стало величезною політичною та стратегічною перемогою, адже це передавало до рук Лугальзагесі всі міста у нижній течії Євфрату й Ітурунгалю. Відтоді Лугальзагесі почав називати себе «лугалем Урука й лугалем Країни (Калама)».
Серед міст, у яких панував Лугальзагесі були також Ларса, Еріду й Адаб. Близько 2316 року до н. е. лугаль завдав нищівної поразки правителю Кіша Ур-Забабі. Наступна війна з Лагашем, що тривала упродовж кількох років, завершилась захопленням більшої частини володінь Урукагіни й занепадом решти держави. Разом з тим, Лугальзагесі не прагнув до об'єднання усіх міст у єдину державу. Фактично він був лише номінальним правителем в усіх містах, об'єднаних у свого роду конфедерацію. Фактичну ж владу мали місцеві правителі кожного з міст.
Лугальзагесі під час свого правління зіштовхнувся із Шаррукіном, царем Аккада. Спочатку той запропонував поріднитись із ним через дипломатичний шлюб, утім Лугальзагесі відмовився. Тоді Шаррукін розпочав військові дії та швидко розбив свого противника. Сам Лугальзагесі потрапив у полон, був відправлений до Ніппура у клітці для собак, у мідних кандалах був проведений через браму бога Енліля, а після цього, імовірно, страчений.